# Peter Erling
Peter Erling Olsen (kendt som Peter Erling, født 7. oktober 1928 i Vejle, død 1990) var en dansk el-organist, som mest er kendt for sit årelange engagement på Langeliniepavillonen i København.

## Karriere
Peter Erling havde sin debut som musiker i trioen The boys Band hvor han spillede violin. Senere gik han over til at spille harmonika og vibrafon. I årene efter 2. verdenskrig fattede han interesse for at spille orgel. Dette var muligvis drevet af den store folkelige interesse for kinoorglet i Palladium-biografen i København. Efter i en periode at have spillet på en Hammond Solovox, en af synthesizerens mange forfædre, købte han et Baldwin elektron-orgel, et enormt instrument drevet af radiorør. Han blev dermed en af de første, der spillede elektron-orgel (som virker på en helt anden måde end det kendte Hammondorgel) i Danmark.
Det vakte naturligvis en vis opsigt, og det gav sig blandt andet til kende i flere pladeindspilninger - både det traditionelle kinoorgel-inspirerede musik, men også mere eksperimentel musik, der til tider indeholdt elementer fra musique concrète såvel som den spirende synthesizer-genre.
I 1970′erne – hvor elektron-orglet nu blev forkortet til el-orgel – tabte han terræn til de mere kommercielt orienterede el-organister. I Danmark var det især Ole Erling (som ikke er i familie med Peter Erling) og internationalt tyskerne Klaus Wunderlich og Franz Lambert som nød stor popularitet. Samtidigt blev det populært at spille el-orgel derhjemme, hvilket Peter Erling dog var kritisk overfor. Han mente ikke at de små populære og forholdsvis billige instrumenter med en-finger-automatik havde noget med rigtig kvalitetsmusik at gøre.
Peter Erling fortsatte sit engagement på Langelinie indtil de sene 1980′ere. Han udgav lejlighedsvis en plade eller et kasettebånd, blandt andet et reklamekassettebånd for Alfred Christensens musikhandel, som blev foræret til potentielle købere af Technics' orgler. Han gav en sjælden gang koncerter udenfor København. Men efter sin død i 1990 blev han dog først og fremmest husket som middagsmusiker på Langliniepavillonen.
Peter Erling kunne opleves i en TV udsendelse i 1986 på kanal 25 i forbindelse med Danmarks deltagelse i VM-slutrunden i Mexico. Udsendelsen kan ses og høres her https://www.youtube.com/watch?v=Wcv61wxXFrc

## Diskografi
- Peter Erling spiller 24 populære TDL203 (september 1959)
- Django (1962)
- Belphégor Indspillet på Corona Films Lowrey Elektronorgel RR654
- Peter Erling spiller på Baldwinorgel: The Pink Umbrella & More ST41352 (1960'erne)
- Julehygge med Peter Erling og de små nissemus PR1265 PR1266 (1965)
- 8 variations on Thomas Electra 812 organ No.1 EP15170 (1969)
- On his Thomas Electra No.2 EB31370 (1970)
- Hannah Bjarnhof - Børnesange (1971) På 2.udgaven fra 1971 (opr. 1963) spiller han 2x medley over pladens indhold.
- Checkpoint Langelinie (1980)
- En aften på Langeliniepavillonen (1983 - kassettebånd)
- Peter Erling Playes solo own compositions. Langeliniepavillonen XPM230888 (1988)
- Peter Erling på XPM (1989 - kassettebånd)